# إيرما سانشيز
إيرما سانشيز (بالإسبانية: Irma Sánchez)‏ مواليد 6 ديسمبر 1987 في غوادالاخارا، هو ملاكم محترف مكسيكي يصنف ضمن فئة وزن الذبابة.

## إحصائيات
خاض خلال مسيرته 22 نزالا، فاز في 18 وتعادل في 1 وخسر في 3. فاز بالضربة القاضية في 5 نزالات.

## روابط خارجية
- إيرما سانشيز على موقع بوكس ريك (الإنجليزية) (registration required)